# Dinara Zhorobekova
Dinara Zhorobekova é uma estudante do Quirguistão que representou a Turquia na 8.ª reunião de cúpula do G20. Ela também foi uma das 100 Mulheres mais inspiradoras do mundo, indicadas pela BBC em 2013.